# Mouloud Mammeri
Mouloud Mammeri (Taourirt Mimoune, 28 dicembre 1917 – ʿAyn Defla, 25 febbraio 1989) è stato uno scrittore, linguista e antropologo berbero con cittadinanza algerina.

## Biografia
Mouloud Mammeri, nato a Taourit Mimoune, un piccolo borgo dell'alta Cabilia il 28 dicembre 1917, è considerato uno dei fondatori della letteratura maghrebina francofona, assieme a Mohammed Dib, Mouloud Feraoun, Ahmed Sefrioui e Albert Memmi. Compie i suoi studi di lettere, interrotti dalla seconda guerra mondiale, tra Algeri e Parigi, dove nel 1947 ottenne la qualifica di professore che gli permise di insegnare in diversi licei di Algeri fino al 1957. Dovette abbandonare il suo paese a causa della guerra d'Algeria e si trasferì in Marocco, da dove ritornò nel 1962, all'indomani dell'indipendenza. 
Ad Algeri, dal 1969 al 1980, diresse il Centro di Ricerche Antropologiche, Preistoriche ed Etnografiche (C.R.A.P.E.) e nel 1982 fondò il Centro di Studio e di Ricerche Amazigh. Per tutti gli anni sessanta e settanta insegnò antropologia e lingua berbera all'università di Algeri, tenendo i corsi gratuitamente quando queste discipline, considerate eredità del regime coloniale, non erano riconosciute tra gli insegnamenti universitari. 
Nel 1985 fondò a Parigi, insieme all'antropologa Tassadit Yacine, la rivista di studi berberi Awal ("La parola").
Nel 1988 il suo lavoro venne riconosciuto con il conferimento del dottorato Honoris Causa all'università della Sorbona. Il 25 febbraio 1989 morì in un incidente stradale.
Dopo la sua morte numerose istituzioni culturali vennero intitolate al suo nome, tra queste: l'università di Tizi Ouzou (quella in cui gli fu impedito di tenere una conferenza nel 1980), la casa della cultura di Tizi Ouzou, il Premio letterario "Mouloud Mammeri" per opere letterarie in lingua berbera.

## Opere
Mouloud Mammeri scrisse numerosi romanzi, racconti, testi teatrali e opere di critica letteraria, oltre che traduzioni dal berbero e saggi di linguistica e grammatica berbera. I temi più ricorrenti delle sue opere comprendono l'alienazione linguistica e culturale, il conflitto generazionale (che diventa dicotomia tra la tradizione e la modernità) e l'inserimento o l'esclusione del singolo all'interno della comunità, e della comunità all'interno della Storia. La trilogia costituita da La collina dimenticata (1952), Il sonno del giusto (1955) e La traversata (1982), romanzi ambientati nel villaggio di Tasga, descrivono la situazione dell'Algeria tra la fine della prima e l'inizio della seconda guerra mondiale. L'oppio e il bastone (1965) racconta invece la guerra d'Algeria. Molto importanti furono i suoi lavori in berbero e sul berbero per la rinascita culturale berbera in Cabilia. Le sue opere più importanti sono: Poesie cabile antiche (contenente opere risalenti anche al XV secolo e tramandate oralmente da una catena di amusnaw, dotti, di cui suo padre era l'ultimo esponente), Gli Isefra di Si Mohand, contenenti la raccolta più completa di testi del poeta bohémien cabilo Si Mohand ou-Mhand (1848 circa-1905), e Inna-yas Ccix Muhand, raccolta, interamente in berbero, di detti e fatti del mistico cabilo sceicco Mohand ou-Lhocine (morto nel 1901). Al di fuori della Cabilia, molto importante dal punto di vista antropologico la sua raccolta di Ahellil del Gourara, che ha fatto conoscere al mondo gli ahellil, un importante genere poetico e musicale tipico di un gruppo di oasi della regione del Gourara. Importante il suo impegno anche a fini didattici, con la produzione di Tajerrumt, la prima grammatica di berbero in berbero, e la collaborazione ad un gruppo di ricerca che pubblicò l'Amawal, il primo dizionario di neologismi berberi. Il rifiuto, da parte del governo algerino, di consentire a Mouloud Mammeri di tenere una conferenza sulle poesie cabile antiche provocò, nel 1980, una protesta studentesca che venne duramente repressa, il che diede il via ad una nuova stagione di rivendicazioni culturali ma anche politiche e democratiche da parte delle regioni berberofone dell'Algeria (Tafsut, la Primavera berbera: 20 aprile 1980).

### Romanzi
- "La Colline oubliée" », Paris, Plon, 1952, 2nde édition, Paris, Union Générale d'Éditions, S.N.E.D., col. 10/18, 1978 ISBN 2-264-00907-1; Paris, Folio Gallimard, 1992 ISBN 2-07-038474-8.
- "Le Sommeil du juste" , Paris, Plon, 1952, 2nde édition, Paris, Union Générale d'Éditions, S.N.E.D., col. 10/18, 1978 ISBN 2-264-00908-X.
- "L'Opium et le bâton" », Paris, Plon, 1965, 2nde édition, Paris, Union Générale d'Éditions, S.N.E.D., col. 10/18, 1978 ISBN 2-264-00906-3, Paris, La Découverte, 1992 ISBN 2-7071-2086-3.
- "La Traversée" , Paris, Plon, 1982, 2nde édition, Alger, Bouchène, 1992.

### Novelle
- « Ameur des arcades et l'ordre », Paris, 1953, Plon, « La table ronde », N°72.
- « Le Zèbre », Preuves, Paris, N° 76, Juin 1957, PP. 33-67.
- « La Meute », Europe, Paris, N°567-568, Juillet-Août 1976.
- « L'Hibiscus », Montréal, 1985, Dérives N°49, PP. 67-80.
- « Le Désert Atavique », Paris, 1981, quotidien Le Monde du 16 Août 1981.
- « Ténéré Atavique », Paris, 1983, Revue Autrement N°05.
- « Escale », Révolution africaine, Alger, 1230 (25 settembre 1987).
- Escales, nouvelles, Paris, 1992, La Découverte ISBN 2-7071-2043-X.

### Teatro
- Le Foehn ou la preuve par neuf, Paris, PubliSud, 1982, 2nde édition, Paris, pièce jouée à Alger en 1967.
- Le Banquet, précédé d'un dossier, la mort absurde des aztèques, Paris, Librairie académique Perrin, 1973.
- «Entretien avec Tahar Djaout», La Cité du soleil, sortie en trois tableaux, Alger, 1987, Laphomic, pp. 62-94.

### Traduzioni e critica letteraria
- Les Isefra de Si Mohand ou M'hand, texte berbère et traduction, Paris, La Découverte, 1987 ISBN 978-2-7071-1315-3.
- Poèmes kabyles anciens, textes berbères et français, Paris, Maspéro, 1980 ISBN 2-7071-1150-3; Paris, La Découverte, 2001 ISBN 2-7071-3426-0.
- L'Ahellil du Gourara, Paris, M.S.H., 1984 (ISBN 2-7351-0107-X).
- Yenna-yas Ccix Muhand - Le Cheikh Mohand a dit, Alger, Laphomic, 1989.
- Machaho, contes berbères de Kabylie, Paris, Bordas, 1980 ISBN 2-04-010783-5.
- Tellem chaho, contes berbères de Kabylie, Paris, Bordas, 1980 ISBN 2-04-011301-0.

### Grammatica e linguistica
- Tajerrumt n tmazight (tantala taqbaylit), Paris, Maspéro, 1976.
- Précis de grammaire berbère, Paris, Awal, 1987 ISBN 2-906659-00-2.
- Lexique français-touareg, en collaboration avec J.M. Cortade, Paris, Arts et métiers graphiques, 1967.
- Amawal Tamazight-Français et Français-Tamazight, Imedyazen, Paris, 1980.
- « Awal », cahiers d'études berbères, rivista diretta da M. Mammeri, 1985-1989, Paris, Awal.

### Articoli
- «Evolution de la poésie kabyle», Revue Africaine (Algeri) 422-423 (1950), pp. 125-148.
- «Problèmes de prosodie berbère», Actes du deuxième Colloque International d'Etudes des Cultures de la Méditerranée Occidentale, II vol., Algeri (1978), pp. 385-392.
- «Du bon usage de l'ethnologie», entretien avec Pierre Bourdieu Awal 1 (1985), pp. 7-29.
- «Les mots, les sens et les avatars de Tamurt», Awal 2 (1986), pp. 7-20.
- «L'imaginaire éclaté de Jean Amrouche», in L'eternel Jugurtha, colloque de Marseille, Ed. du Quai Jeanne Lafitte, pp. 155-162.

## Opere tradotte in italiano
- Scali, Ibis, Como-Pavia, 1994
- Le parole negate dei figli di Amazigh. Poesia berbera tradizionale e contemporanea a cura di Domenico Canciani, con la collaborazione di Mouloud Mammeri e Tassadit Yacine, Abano Terme, Piovan, 1991